# 無事主義
無事主義，或稱避事主義，是對於應該解決的已發生問題，採取迴避、視若無睹、袖手旁觀、避免牽連、不下判斷、保護自身、多一事不如少一事的不作為與消極思考。
無事主義容易反映在逃避責任、鄉愿的群體或個人，只求「大事化小，小事化無」，而非解決問題。
在日本，巨額累積財政赤字、北朝鮮問題、沖繩基地問題被指摘出政府有官僚社會的無事主義問題。直轄負擔金的問題也一直到2009年大阪府知事橋下徹嚴厲譴責為止，被認為是中央官僚和地方政府之間鄉愿，長久置之不理的結果。
在學校的霸凌與教育問題，也有類似的情況。校長或主任級校員，為了怕事情擴大損害學校的名譽而掩飾事實，結果被受害者親屬投訴新聞媒體揭發醜聞的情況並不少。